# Rali do Japão

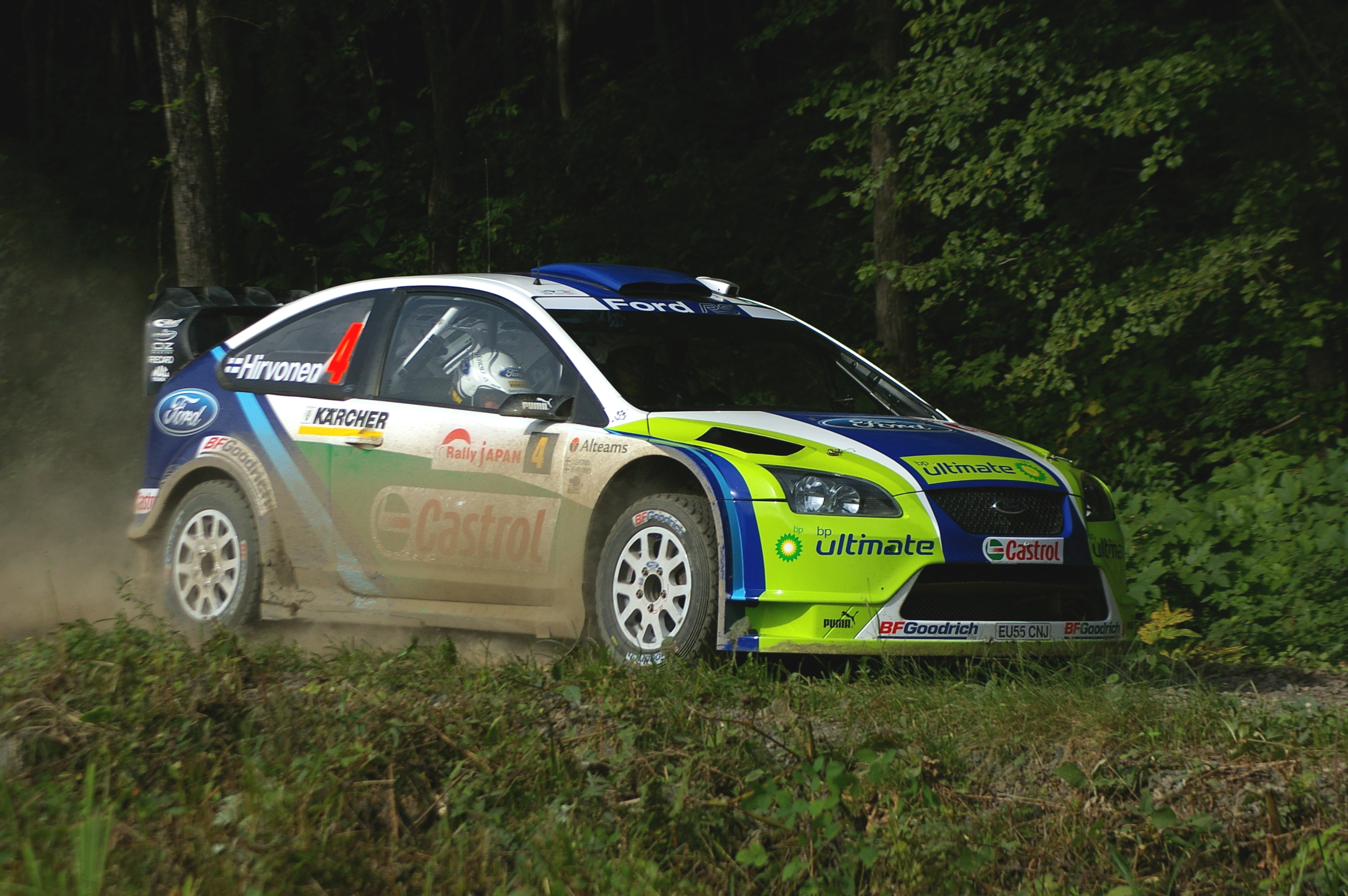
Ford Focus no Rali de 2006.

Rali do Japão é uma das etapas do Campeonato Mundial de Rali (WRC).
Em 2005, a sua estreia teve lugar no final de Setembro e princípios de Outubro. Decorreu em piso de terra nas florestas da região de Tokachi, no norte da ilha de Hokkaidō.
O quartel-general e o parque de assistências está localizado perto de Obihiro, Hokkaidō.
O rali é a 13º etapa da temporada desde 2005.

## Vencedores
| Ano  | Piloto Co-piloto                  | Carro                  | Edição            |
| ---- | --------------------------------- | ---------------------- | ----------------- |
| 2004 | Petter Solberg Phil Mills         | Subaru Impreza WRC2004 | 1.º Rali do Japão |
| 2005 | Marcus Grönholm Timo Rautiainen   | Peugeot 307 WRC        | 2nd Rally Japan   |
| 2006 | Sébastien Loeb Daniel Elena       | Citroën Xsara T4 WRC   |                   |
| 2007 | Mikko Hirvonen Jarmo Lehtinen     | Ford Focus RS WRC 06   |                   |
| 2008 | Mikko Hirvonen Jarmo Lehtinen     | Ford Focus RS WRC 08   |                   |
| 2010 | Sébastien Ogier Julien Ingrassia  | Citroën C4 WRC         |                   |
| 2022 | Thierry Neuville Martijn Wydaeghe | Hyundai i20 N Rally1   |                   |
| 2023 | Elfyn Evans Scott Martin          | Toyota GR Yaris Rally1 |                   |
| 2024 | Elfyn Evans Scott Martin          | Toyota GR Yaris Rally1 |                   |